# 尚暐
尚暐（1031年—1096年），辽朝官员。祖父尚莹，将仕郎、守恩州司候参军。父亲尚从约，进士登第。
尚暐清宁五年举进士，勾充枢密院令史。历任朝散大夫、尚书金部郎中、知度支户部判官，转任朝散大夫、守将作少监、知上京内省副使。再任朝散大夫、守太常少卿、知大定府少尹。寿昌二年（1096年）去世，时年六十六岁。其子康氏，封县君，梅棘夷离毕侍中的孙女。有二子三女：尚君诲，左班祗候；尚益谦，备进士举；长女嫁朝散大夫、将作少监韩君详，次女嫁进士王泗，三女嫁武威县开国子石瀚。孙子：尚龙树、尚马鸣、尚大安、尚永安、尚长安；孙女：尚文殊。